# Cuencas de las islas al sur del canal Beagle y Territorio Chileno Antártico
Las cuencas de las islas al sur del canal Beagle y Territorio Chileno Antártico son el espacio natural de varias cuencas contiguas ubicadas en la Región de Magallanes y la Antártica Chilena que la Dirección General de Aguas reúne en el ítem 129 del inventario BNA de cuencas de Chile. El área cubierta es de 1.060.497 hectáreas.

El mapa muestra solo las cuencas chilenas de la región.

## Límites y relieve

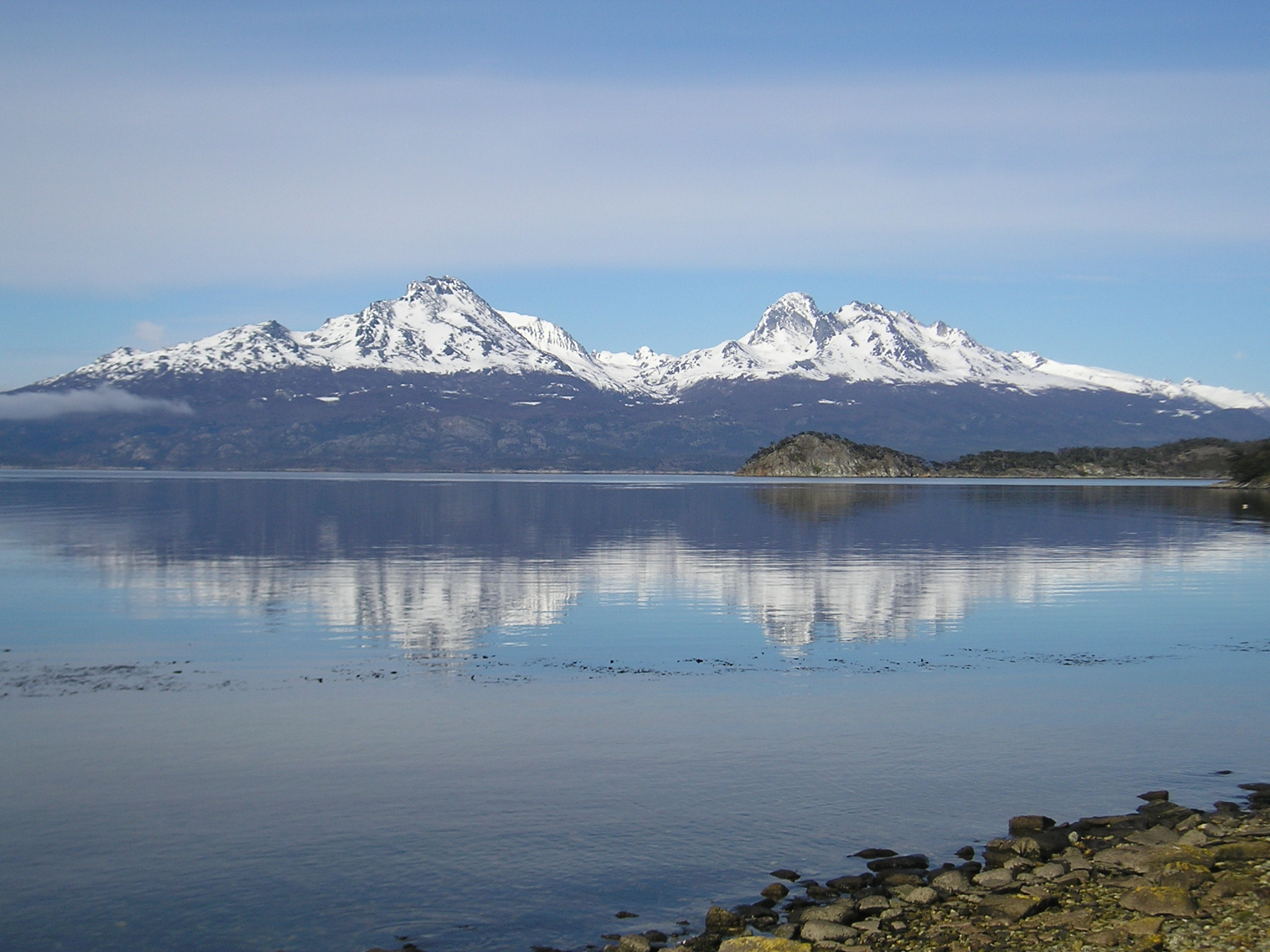
La isla Hoste fotografiada desde la ribera norte del canal Beagle.

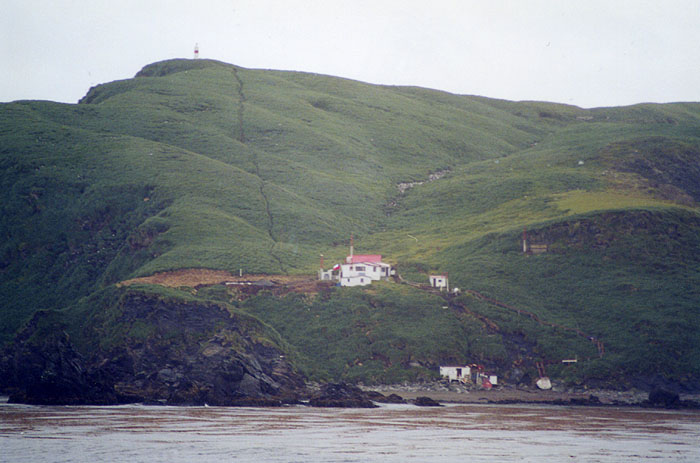
Islas Diego Ramírez, las más australes del continente americano.

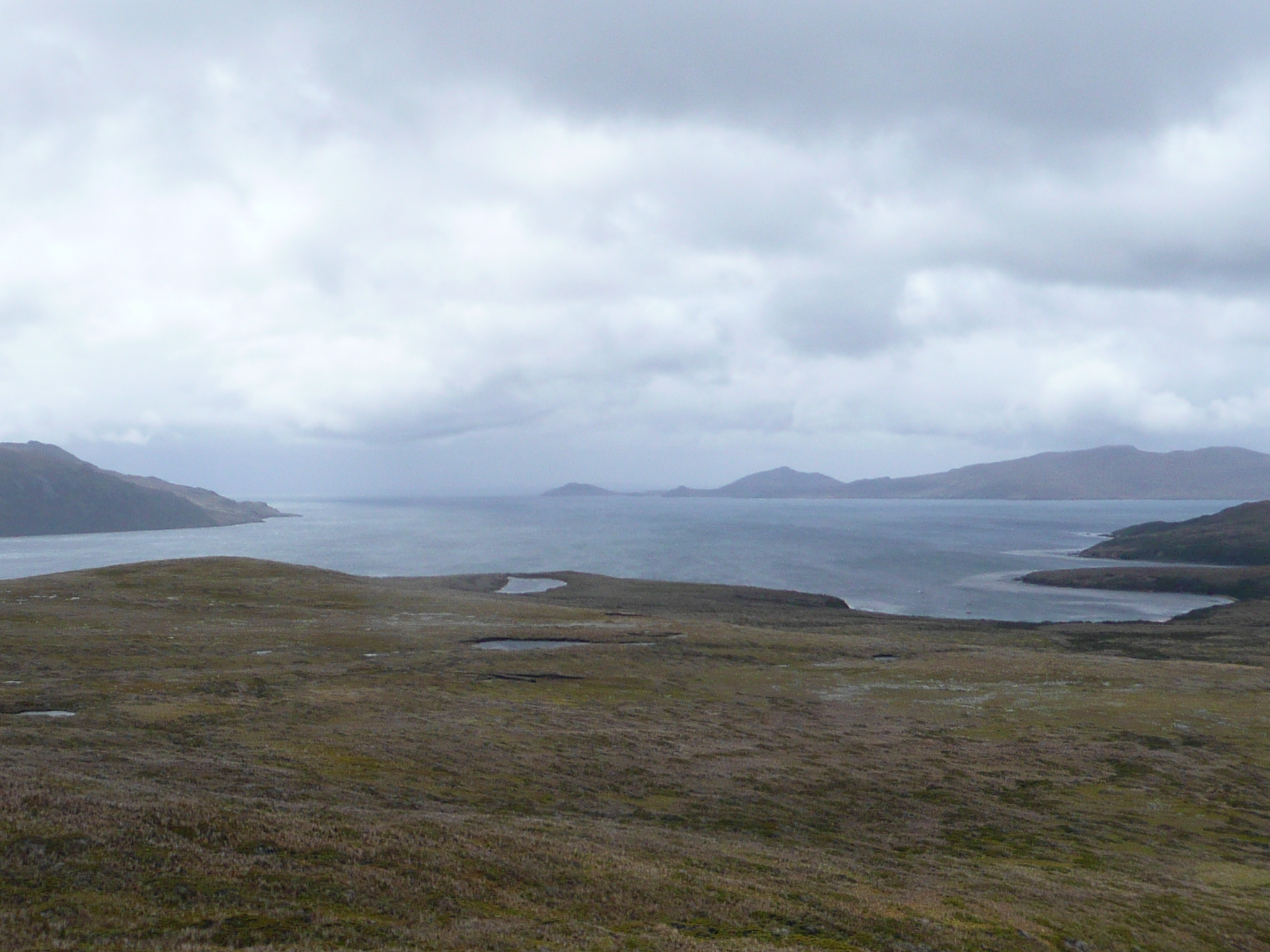
Islas Hermitas, en el Cabo de Hornos.

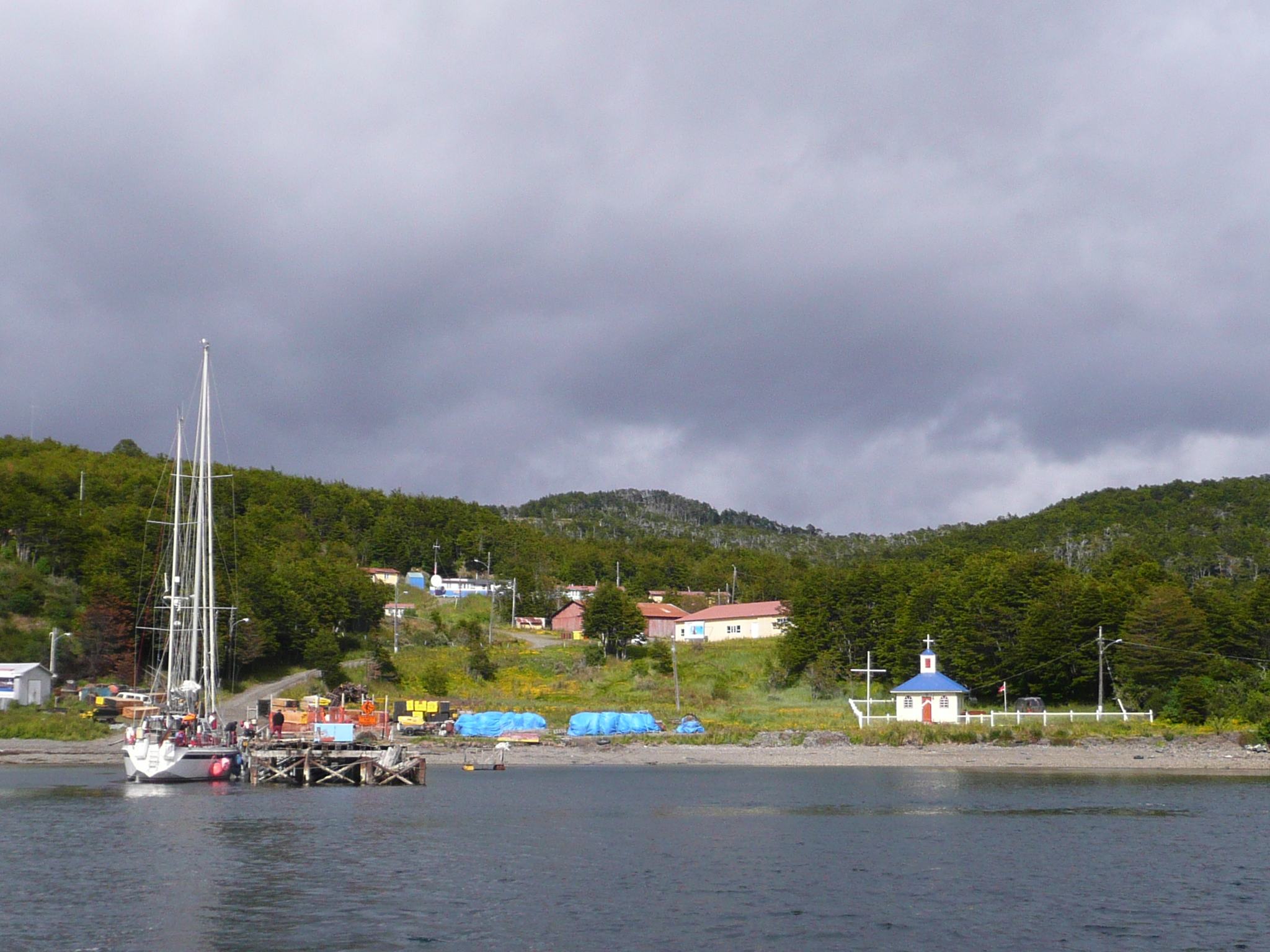
Puerto Toro, en el extremo levante de la isla Navarino.

Estas cuencas limitan al norte con el canal Beagle y al sur con el mar de Drake.

## Población
El sistema de información y monitoreo de biodiversidad del Ministerio del Medio Ambiente de Chile señala la siguiente distribución de la superficie de la cuenca entre las comunas (el porcentaje es de la cuenca):
| Región                               | Provincia         | Comuna         | Hectáreas     | Porcentaje |
| ------------------------------------ | ----------------- | -------------- | ------------- | ---------- |
| Magallanes y de la Antártica Chilena |                   |                | 1.060.497,256 | 100%       |
|                                      | Antártica Chilena |                | 1.060.497,256 | 100%       |
|                                      |                   | Cabo de Hornos | 1.060.497,256 | 100%       |

Es una zona escasamente poblada. Los únicos poblados son Puerto Williams, la ciudad más austral del mundo, Puerto Toro y Puerto Navarino. Yendegaia, aunque cercano, se encuentra en la ribera norte del canal Beagle y pertenece al ítem 128, Cuencas de Tierra del Fuego del inventario de cuencas BNA de Chile.

## Subdivisiones
La Dirección General de Aguas subdivide o reúne las cuencas de Chile acorde a las necesidades de estudio y gestión. Existen dos inventarios que han logrado ser aceptados como principales, el inventario de cuencas del Banco Nacional de Aguas (BNA) de 1978, de mayor uso, y el inventario de cuencas del Departamento de Administración de Recursos Hídricos (DARH) de 2014 de mejor cartografía que ha obligado a redefinir algunos límites, a veces con cambios mayores, pero también por algunas redefiniciones del concepto de subcuenca.
Bajo el BNA el código del ítem es 129 y con el DARH es 1209.
La subdivisión del BNA es como sigue:
| Cuenca                                                                  | Subcuenca | Subsubcuenca | Aguas                                                        | Área drenaje km² | Observaciones |
| ----------------------------------------------------------------------- | --------- | ------------ | ------------------------------------------------------------ | ---------------- | ------------- |
| 129 Islas al sur del Canal Beagle y Territorio Chileno Antártico (mapa) |           |              |                                                              |                  |               |
| 129                                                                     | 1290      | 12900        | Islas Londonberry y adyacentes, al S de Canal Poma           | 5681             |               |
| 129                                                                     | 1291      | 12910        | Islas entre brazos del Canal Beagle, al NE de Bahi           | 1249             |               |
| 129                                                                     | 1292      | 12920        | Isla Hoste y adyacentes                                      | 14244            |               |
| 129                                                                     | 1293      | 12930        | Islas Navarino y Gable                                       | 3777             |               |
| 129                                                                     | 1294      | 12940        | Islas Nueva, Picton, Lennox, Evout y otras                   | 3784             |               |
| 129                                                                     | 1295      | 12950        | Islas Wallaston, L'Hermite, Hornos y otras                   | 6314             |               |
| 129                                                                     | 1296      | 12960        | Islas Diego Ramírez                                          | 171              |               |
| total:                                                                  | 7         | 7            | Región: XII (100%) / Tipo: Exorreica / Desemb.: O. Atlántico | 35220            |               |

La disposición de cuencas en el inventario DARH es la siguiente:
| Código | Nombre                                                                      | Código en mapa                        | Tipología de cuenca                   | Vertiente de cuenca                   | Origen de cuenca                      | Temperatura media anual (C°)          | Temperatura máxima (C°)               | Temperatura mínima (C°)               | Precipitación anual (mm)              | Número de estaciones fluviométricas   | Número de estaciones pluviométricas   | Área (km²)                            |
| ------ | --------------------------------------------------------------------------- | ------------------------------------- | ------------------------------------- | ------------------------------------- | ------------------------------------- | ------------------------------------- | ------------------------------------- | ------------------------------------- | ------------------------------------- | ------------------------------------- | ------------------------------------- | ------------------------------------- |
| 1209   | Cuencas Islas al Sur del Canal Beagle                                       | Cuencas Islas al Sur del Canal Beagle | Cuencas Islas al Sur del Canal Beagle | Cuencas Islas al Sur del Canal Beagle | Cuencas Islas al Sur del Canal Beagle | Cuencas Islas al Sur del Canal Beagle | Cuencas Islas al Sur del Canal Beagle | Cuencas Islas al Sur del Canal Beagle | Cuencas Islas al Sur del Canal Beagle | Cuencas Islas al Sur del Canal Beagle | Cuencas Islas al Sur del Canal Beagle | Cuencas Islas al Sur del Canal Beagle |
| 120900 | Islas Nueva, Picton, Lennox, Evout y otras                                  | 0                                     | Exorreica                             | Pacífico                              | Pluvial                               | 4.9                                   | 13.0                                  | -2.4                                  | 524.9                                 | 0                                     | 0                                     | 365.1                                 |
| 120901 | Islas Navarino y Gable                                                      | 0                                     | Exorreica                             | Pacífico                              | Pluvial                               | 4.3                                   | 12.4                                  | -2.8                                  | 597.5                                 | 1                                     | 2                                     | 2551.4                                |
| 120902 | Islas Wallaston, L’Hermite, Hornos y otras                                  | 0                                     | Exorreica                             | Pacífico                              | Pluvial                               | 4.8                                   | 12.5                                  | -2.4                                  | 732.1                                 | 0                                     | 0                                     | 627.4                                 |
| 120903 | Isla Hoste y adyacentes                                                     | 0                                     | Exorreica                             | Pacífico                              | Pluvial                               | 3.7                                   | 11.3                                  | -3.0                                  | 941.5                                 | 0                                     | 0                                     | 4942.9                                |
| 120904 | Islas entre brazos del Canal Beagle, al Noreste de Bahía Cook               | 0                                     | Exorreica                             | Pacífico                              | Pluvial                               | 3.8                                   | 11.4                                  | -2.5                                  | 1015.9                                | 0                                     | 0                                     | 805.7                                 |
| 120905 | Islas Londonberry y Adyacentes, al Sur de Canal Pomar y Oeste de Bahía Cook | 0                                     | Exorreica                             | Pacífico                              | Pluvial                               | 4.7                                   | 11.8                                  | -1.3                                  | 1337.2                                | 0                                     | 0                                     | 1251.7                                |
| 120906 | Islas Diego Ramírez                                                         | 0                                     | Exorreica                             | Pacífico                              | Pluvial                               | 0.0                                   | 0.0                                   | 0.0                                   | 0.0                                   | 0                                     | 0                                     | 1.7                                   |

## Hidrología

### Red hidrográfica
Los cuerpos de agua considerados en esta categoría son:

### Caudales y régimen
Según el inventario DARH, todas las cuencas y subcuencas de este ítem tienen un origen pluvial.

### Humedales
La página web del Ministerio del Medio Ambiente no tiene registros de humedal alguno reconocido en la zona del ítem.

### Glaciares
El inventario público de glaciares de Chile 2022 registra en estas cuencas 738 glaciares que cubren 354,20 km² y se estima en 16,99 km³ el volumen de agua almacenada. Dentro de la zona, sobre la isla Hoste se encuentra el campo de hielo Cloue.

## Obras hidráulicas
El inventario DARH, de 2014, registra 2 estaciones pluviométricas y una fluviométrica en las cuencas.

## Clima

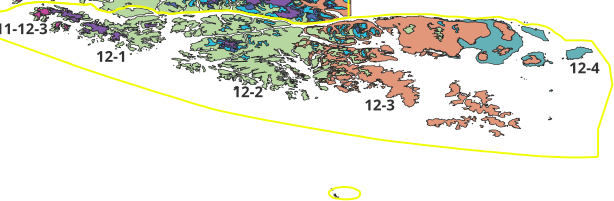
Distritos agroclimáticos en el ítem 129 del inventario BNA de cuencas según el Atlas agroclimático de Chile. Las líneas amarillas son los límites de los ítems o cuencas.

El Atlas agroclimático de Chile distingue cinco distritos climáticos en la cuenca:
- 11-12-3 Tundra (ET). La temperatura oscila entre un máximo de enero de 13,5 °C y un mínimo de julio de 0,2 °C. Tiene un promedio de 0 días consecutivos libres de heladas. En el año se registra un promedio de 123 heladas. El periodo de temperaturas favorables a la actividad vegetativa dura 0 meses. Registra anualmente 112 días grado y 1.800 horas de frío acumuladas hasta el 31 de Julio. La precipitación media anual es de 3.072 mm y un periodo seco de 0 meses, con un déficit hídrico de 0 mm/año. El período húmedo dura 12 meses durante los cuales se produce un excedente hídrico de 2.418 mm.
- 12-1 Tundra (ET). La temperatura oscila entre un máximo de enero de 8 °C y un mínimo de julio de -0.6 °C. Tiene un promedio de 0 días consecutivos libres de heladas. En el año se registra un promedio de 239 heladas. El periodo de temperaturas favorables a la actividad vegetativa dura 0 meses. Registra anualmente 9 días grado y 1.800 horas de frío acumuladas hasta el 31 de Julio. La precipitación media anual es de 3.055 mm y un periodo seco de 0 meses, con un déficit hídrico de 0 mm/año. El período húmedo dura 12 meses durante los cuales se produce un excedente hídrico de 2.488 mm.
- 12-2 Tundra (ET). La temperatura oscila entre un máximo de enero de 12,7 °C y un mínimo de julio de -0,2 °C. Tiene un promedio de 0 días consecutivos libres de heladas. En el año se registra un promedio de 137 heladas. El periodo de temperaturas favorables a la actividad vegetativa dura 0 meses. Registra anualmente 84 días grado y 1.800 horas de frio acumuladas hasta el 31 de Julio. La precipitación media anual es de 1.787 mm y un periodo seco de 0 meses, con un déficit hídrico de 0 mm/año. El período húmedo dura 12 meses durante los cuales se produce un excedente hídrico de 1.137 mm.
- 12-3 Tundra (ET). La temperatura oscila entre un máximo de enero de 13,6 °C y un mínimo de julio de -0,7 °C. Tiene un promedio de 0 días consecutivos libres de heladas. En el año se registra un promedio de 139 heladas. El periodo de temperaturas favorables a la actividad vegetativa dura 0 meses. Registra anualmente 113 días grado y 1.800 horas de frío acumuladas hasta el 31 de Julio. La precipitación media anual es de 953 mm y un periodo seco de 0 meses, con un déficit hídrico de 17 mm/año. El período húmedo dura 10 meses durante los cuales se produce un excedente hídrico de 245 mm.
- 12-4 Estepa fría con régimen de humedad sub húmedo húmedo (BSkShh). La temperatura oscila entre un máximo de enero de 15,7 °C y un mínimo de julio de -1,4 °C. Tiene un promedio de 58 días consecutivos libres de heladas. En el año se registra un promedio de 137 heladas. El periodo de temperaturas favorables a la actividad vegetativa dura 3 meses. Registra anualmente 207 días grado y 1.800 horas de frio acumuladas hasta el 31 de Julio. La precipitación media anual es de 444 mm y un periodo seco de 4 meses, con un déficit hídrico de 378 mm/año. El período húmedo dura 1 mes durante los cuales se produce un excedente hídrico de 0 mm.

Diagrama Walter Lieth para la ciudad Puerto Williams en la Región de Magallanes y la Antártica Chilena.

Los diagramas Walter Lieth muestran con un área azul los periodos en que las precipitaciones sobrepasan la cantidad de agua que el calor del sol evapora en el mismo lapso de tiempo, (un promedio de 10 °C mensuales evaporan 20 mm de agua caída) dejando un clima húmedo. Por el contrario, las zonas amarillas indican que durante ese tiempo el agua caída puede ser evaporada por el calor del sol. El área gris señala meses muy húmedos.

## Actividades económicas
Las actividades económicas son la pesca de la centolla, el turismo que incluye servicios marítimos a las embarcaciones que llegan a la zona, los trabajos realizados para reafirmar la soberanía del estado por Carabineros de Chile, la Policía de Investigaciones de Chile y la Armada de Chile y todos los servicios que se ofrecen en la ciudad de Puerto Williams, Puerto Toro y Puerto Navarino.

## Áreas bajo protección oficial y conservación de la biodiversidad
El Ministerio del Medio Ambiente enlista varios espacios protegidos en las cuencas:
- Parque marino Islas Diego Ramírez y Paso Drake (ver Islas Diego Ramírez)
- Parque nacional Alberto de Agostini
- Parque nacional Cabo de Hornos
- Parque nacional Yendegaia

Tanto Argentina como Chile se han propuesto la erradicación del castor en Tierra del Fuego, una plaga que destruye los bosques de la zona.